# کیندرد (داکوتای شمالی)
کیندرید(به انگلیسی: Kindred) شهری در ایالت داکوتای شمالی کشور ایالات متحده آمریکا است که جمعیت آن در سرشماری سال ۲۰۱۰ میلادی، ۶۹۲ نفر بوده‌است.